# Ramon Trias i Rubiès
Ramon Trias i Rubiés (Barcelona, 30 de novembre de 1926 - 4 de juliol 2012) fou un metge i cirurgià català.

## Biografia
Membre d'una família de metges destacats, fill de Joaquim Trias i Pujol, i nebot d'Antoni Trias i Pujol, el 1936 va marxar a l'exili amb la seva família. Va estudiar el batxillerat al Liceu Carcassona, on eren refugiats a casa d'uns amics del pare, i tornà a Catalunya per estudiar a la Facultat de Medicina de la Universitat de Barcelona.
Pel 1950 va entrar al Servei de Cirurgia de l'Hospital de Sant Pau, on es forma amb els cirurgians Puig-Sureda i Llauradó. S'interessà en la Cirurgia del fetge i de les vies biliars, i fou un dels primers cirurgians espanyols que efectua derivacions portosistèmiques. El 1967 publicà el treball Els Resultats obtinguts en l'examen citohemàtic i en les proves del funcionalisme hepàtic després d'una derivació portal per a l'Institut d'Estudis Catalans. El 1973 fou nomenat cap de la Unitat de Cirurgia Digestiva i, el 1978, cap del Departament de Cirurgia de l'Hospital de Sant Pau. El 1985 fou professor titular de Cirurgia de la Universitat Autònoma de Barcelona.
De 1982 a 1994 ha estat president del Col·legi Oficial de Metges de Barcelona i del Consell de Col·legis de Metges de Catalunya, i membre del patronat Fundació-Museu d'Història de la Medicina de Catalunya. El 2000 va rebre la Creu de Sant Jordi. De 2005 a 2011 fou president de la Reial Acadèmia de Medicina de Catalunya, de la que n'era membre des de 2011.